# Philodendron aemulum
Philodendron aemulum är en kallaväxtart som beskrevs av Heinrich Wilhelm Schott. Philodendron aemulum ingår i släktet Philodendron och familjen kallaväxter. Inga underarter finns listade.